# Oleandersvärmare
Oleandersvärmare, Daphnis nerii, är en fjäril i familjen svärmare som förekommer i tropiska och subtropiska delar av Afrika och Asien men under somrarna kan den flytta norrut, ibland ända till Danmark, södra Sverige och södra Finland. 
Artnamnet nerii syftar på växtsläktet Nerium med arten oleander som är oleandersvärmarlarvens vanligaste värdväxt.

## Utseende
Hanen och honan är lika varandra. Kroppen är ganska bred och vingarna är långa och smala. Vingspannet varierar mellan 84 och 126 millimeter, något mindre variation i de västra delarna av utbredningsområdet. Den dominerande färgen är grön, men både kroppen och vingarna är mönstrade med fält och linjer i grönt, brunt och ljusgult, på framvingarna även ljusrosa och grålila. Individer som flyttat långt är vanligen blekare i färgerna.
Larven är under större delen av sin levnad grön med en vit längsgående linje på sidan. På var sida av mellankroppen har den en så kallad ögonfläck som till att börja med är vit men växer när larven växer och blir senare blå och vit och inringad med svart. När larven blir riktigt rädd visar den upp denna ögonfläck för att skrämma bort angripare. Äldre larver har en orange analtagg. Larven blir upp till 13 centimeter lång.
Puppan är ljusbrun och prickig med små mörkbruna fläckar samt har en rad med större mörkbruna fläckar längs sidorna.

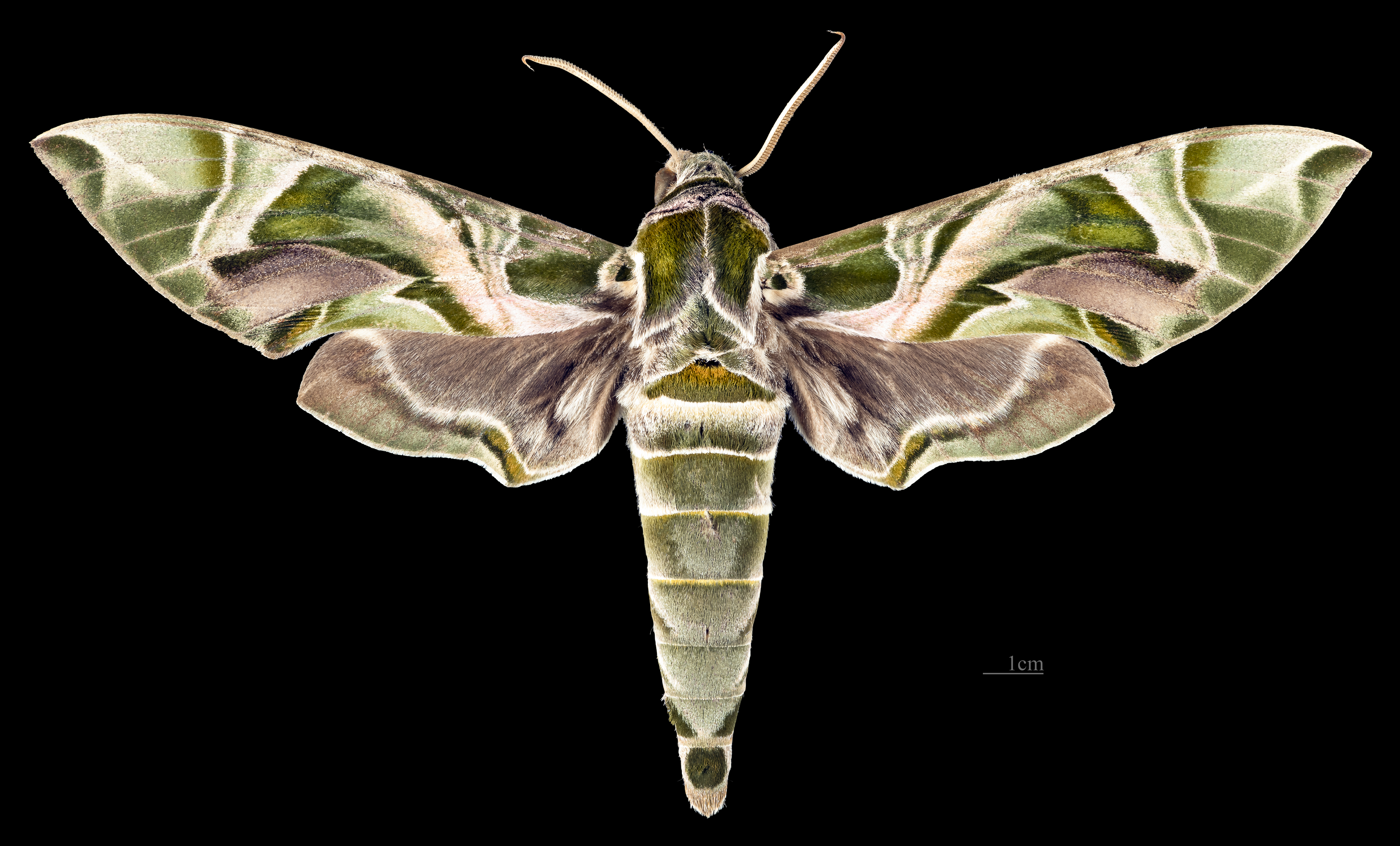
Daphnis nerii ♂
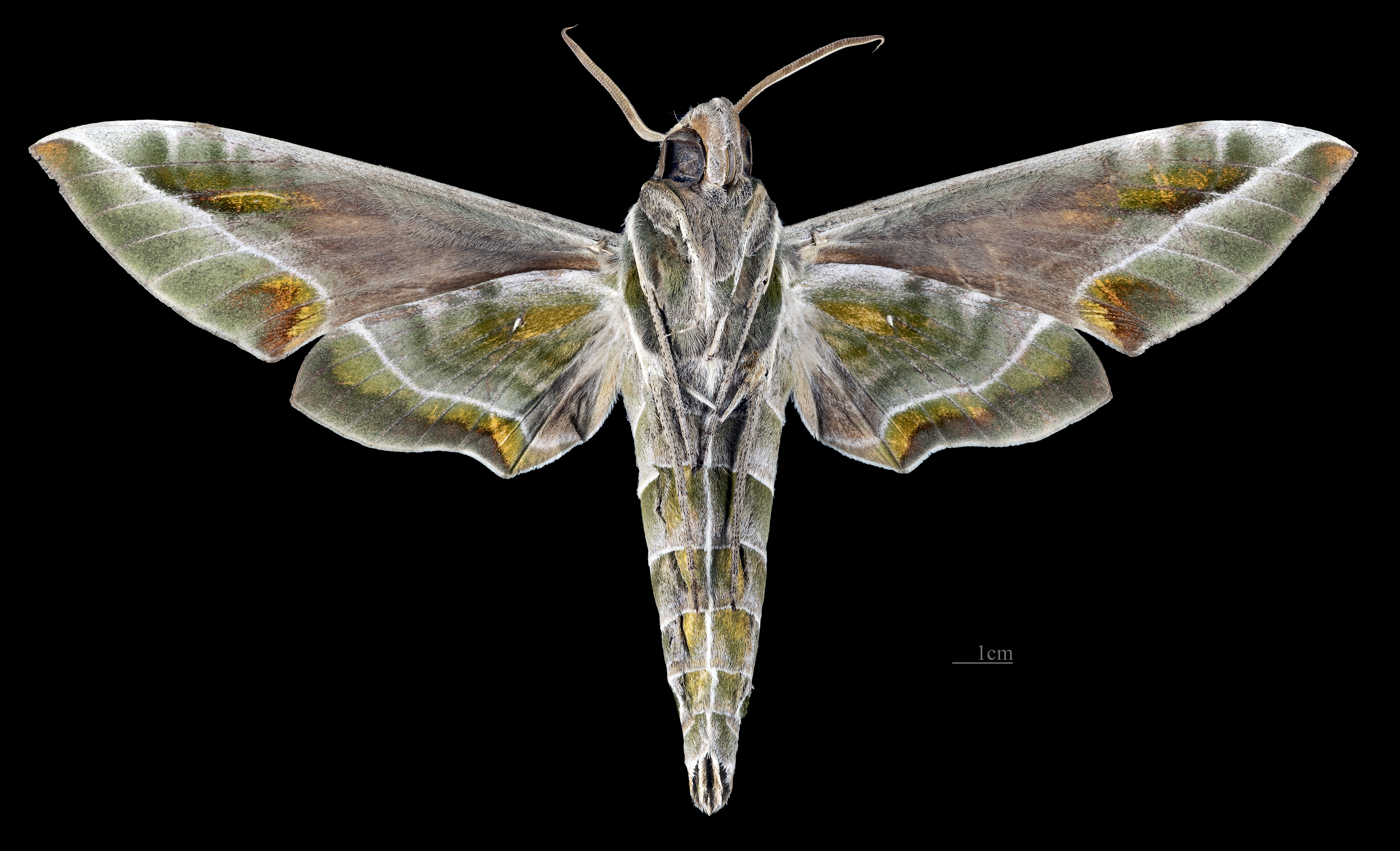
Daphnis nerii ♂  △
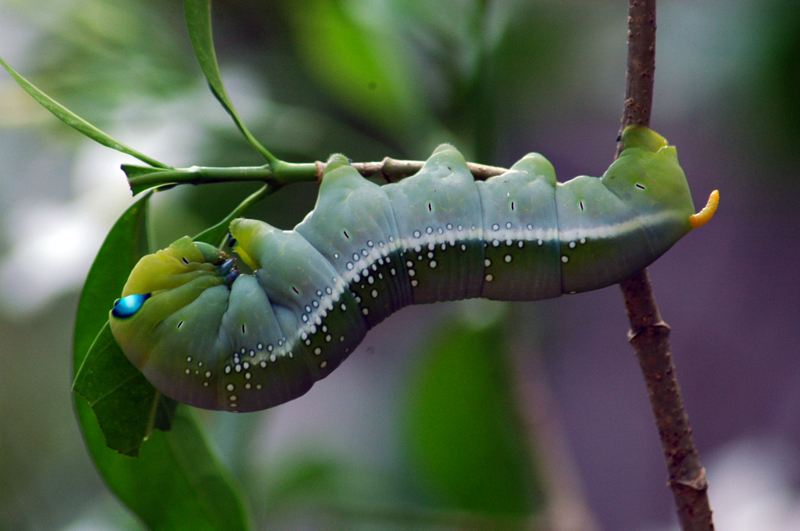
Oleandersvärmarlarv i skräckställning. Huvudet är nedåtböjt så att de blåvita fläckarna syns ordentligt.
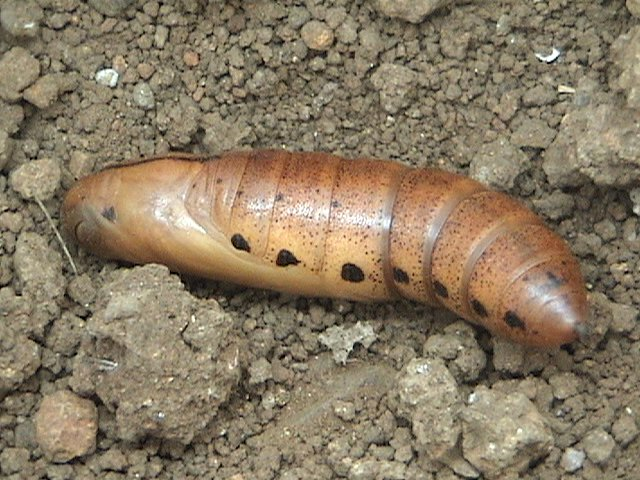
Puppa.

## Levnadssätt
Denna fjäril, liksom alla andra fjärilar, genomgår under sitt liv fyra olika stadier; ägg, larv, puppa och fullvuxen (imago). En sådan förvandling kallas för fullständig metamorfos.
Flygtiden, den period när fjärilen är fullvuxen, infaller i svalare delar av utbredningsområdet (södra Europa) mellan juni och augusti men i tropiska områden förökar den sig året runt i många generationer.
Fjärilarna flyger vanligen en stund efter skymningen och sedan igen en stund innan gryningen. De suger nektar från olika arter i bland annat tobaksläktet, trysläktet och petuniasläktet. Under flygtiden parar sig fjärilarna och honan lägger äggen ett och ett på värdväxtens blad. Efter ungefär en vecka kläcks larven ur ägget. Värdväxter, det vill säga de växter larven lever på och äter av, är framför allt oleander men även arter i andra växtsläkten förekommer som värdväxter till exempel vintergrönesläktet, sidenörtssläktet och ökenrossläktet.
Efter två till tre veckor har larven ätit sig fullvuxen och då förpuppas den. Puppstadiet varar omkring tre veckor och därefter kläcks den fullbildade fjärilen ur puppan och en ny flygtid börjar.

### Habitat
Fjärilens habitat, den miljö den lever i, är uttorkade floder, oaser och varma bergssluttningar där värdväxterna växer.

## Utbredning

Utbredningskarta för oleandersvärmare. Grönt visar utbredningsområdet året om och blått visar utbredningen under sommaren.

Oleandersvärmarens utbredningsområde sträcker sig från subtropiska och tropiska Afrika och vidare genom Mellanöstern och Indiska halvön till sydöstra Asien och Filippinerna. Denna fjäril migrerar norrut på sommaren, in mot centrala och norra Europa och södra Kina, Japan och Taiwan. Den påträffas sällsynt i Norden och enstaka fynd har gjorts i Danmark, södra Sverige och södra Finland.